# Kelsey Grammer
Allen Kelsey Grammer (Saint Thomas, Amerikai Virgin-szigetek, 1955. február 21. –) háromszoros Golden Globe- és ötszörös Primetime Emmy-díjas amerikai színész, szinkronszínész, komikus, producer, író, rendező és énekes.

## Fiatalkora
1955. február 21-én született Saint Thomas-ban, Sally (1928–2008) és Frank Allen Grammer Jr. gyermekeként. Volt egy nővére, Karen.
Gyerekkorában több tragédia is érte. New Jersey-ben nőtt fel, anyja és nagyszülei nevelésében. A család később a floridai Pompano Beach-re költözött. Nem sokkal később nagyapja rákban elhunyt. 1968-ban meggyilkolták az apját. Nővérét 1975-ben elrabolták, megerőszakolták és meggyilkolták. 1980-ban két féltestvére is életüket vesztették búvárkodás közben.
A Fort Lauderdale-i Pine Crest Schoolban tanult. Itt kezdett énekelni és fellépni. Ösztöndíjat nyert a Juilliard Schoolba, ahol színművészetet tanult. 1973-tól 1975-ig a "hatos csoport" tagja volt. Nővére meggyilkolására hagyatkozva azonban nem járt be az órákra, ezért kirúgták. Egy 2019-es interjúban elmondta, hogy "karibi gyereknek" tartja magát.

## Magánélete
Négyszer házasodott. Hét gyereke és egy unokája van.

## Filmográfia

### Film
| Év   | Magyar cím                               | Eredeti cím                                     | Szerep                                              | Magyar hang           |
| ---- | ---------------------------------------- | ----------------------------------------------- | --------------------------------------------------- | --------------------- |
| 1992 |                                          | Galaxies Are Colliding                          | Peter                                               |                       |
| 1995 |                                          | Runaway Brain '(rövidfilm)                      | Dr. Frankenollie (hangja)                           |                       |
| 1996 | Tűz a víz alá!                           | Down Periscope                                  | Tom Dodge kapitány                                  | Papp János            |
| 1997 | Anasztázia                               | Anastasia                                       | Vlagyimír (hangja)                                  | Koroknay Géza         |
| 1997 | Anasztázia                               | Anastasia                                       | Vlagyimír (hangja)                                  | Sárkány Kázmér (ének) |
| 1998 | Gyerekből felmentve                      | The Real Howard Spitz                           | Howard Spitz                                        | Sörös Sándor          |
| 1999 |                                          | Standing on Fishes                              | Verk                                                |                       |
| 1999 | Bartek, a varázslatos                    | Bartok the Magnificent                          | Zozi (hangja)                                       | Konrád Antal          |
| 1999 | Bartek, a varázslatos                    | Bartok the Magnificent                          | Zozi (hangja)                                       | Sárkány Kázmér (ének) |
| 1999 | Mickey egér – Volt egyszer egy karácsony | Mickey's Once Upon a Christmas                  | mesélő (hangja)                                     | Tóth Roland           |
| 1999 | Toy Story – Játékháború 2.               | Toy Story 2                                     | Aranyásó (hangja)                                   | Tolnai Miklós         |
| 2001 | 15 perc hírnév                           | 15 Minutes                                      | Robert Hawkins                                      | Szersén Gyula         |
| 2001 | Reszkess, Amerika!                       | Just Visiting                                   | narrátor                                            | László Zsolt          |
| 2003 |                                          | The Big Empty                                   | Banks ügynök                                        |                       |
| 2003 | Barbie és a Hattyúk Tava                 | Barbie of Swan Lake                             | Rothbart (hangja)                                   |                       |
| 2004 | Stréber                                  | Teacher's Pet                                   | Dr. Ivan Krank (hangja)                             |                       |
| 2005 |                                          | The Good Humor Man                              | Mr. Skibness                                        |                       |
| 2006 | A szerencse foglyai                      | Even Money                                      | Brunner nyomozó                                     |                       |
| 2006 | X-Men: Az ellenállás vége                | X-Men: The Last Stand                           | Dr. Henry 'Hank' McCoy / Bestia                     | Gesztesi Károly       |
| 2008 | Döntő szavazat                           | Swing Vote                                      | Andrew Boone elnök                                  | Vass Gábor            |
| 2008 | Döntő szavazat                           | Swing Vote                                      | Andrew Boone elnök                                  | Szombathy Gyula       |
| 2008 | Amerikai ének                            | An American Carol                               | George S. Patton tábornok                           | Rosta Sándor          |
| 2009 | Fame – Hírnév                            | Fame                                            | Joel Cranston                                       | Sörös Sándor          |
| 2009 | Szex a neten                             | Middle Men                                      | Frank Griffin                                       | Tóth Zoltán           |
| 2010 | Kívülről őrült                           | Crazy on the Outside                            | Frank                                               | Kapácsy Miklós        |
| 2011 | Csak tudnám, hogy csinálja               | I Don't Know How She Does It                    | Clark Cooper                                        | Reviczky Gábor        |
| 2013 | Visszatérés Óz birodalmába               | Legends of Oz: Dorothy's Return                 | Bádogember (hangja)                                 | Csankó Zoltán         |
| 2014 | X-Men: Az eljövendő múlt napjai          | X-Men: Days of Future Past                      | Dr. Henry 'Hank' McCoy / Bestia (cameo)             | Csankó Zoltán         |
| 2014 | Transformers: A kihalás kora             | Transformers: Age of Extinction                 | Harold Attinger                                     | Dunai Tamás           |
| 2014 | Gondolkozz pasiaggyal! 2.                | Think Like a Man Too                            | Lee Fox                                             | Barbinek Péter        |
| 2014 | The Expendables – A feláldozhatók 3.     | The Expendables 3                               | Bonaparte                                           | Máté Gábor            |
| 2014 | Érj el!                                  | Reach Me                                        | Angelo AldoBrandini                                 | Honti Molnár Gábor    |
| 2014 | Bankrobbantók                            | Breaking the Bank                               | Charles                                             | Rosta Sándor          |
| 2015 | Törtetők                                 | Entourage                                       | önmaga (cameo)                                      | Forgács Gábor         |
| 2015 | A szerelem epizódjai                     | Baby, Baby, Baby                                | Sebastian Kurtz-Wuhler                              | Holl Nándor           |
| 2016 | Rossz szomszédság 2.                     | Neighbors 2: Sorority Rising                    | Mr. Robek, Shelby apja (cameo)                      | Barbinek Péter        |
| 2016 | Gólyák                                   | Storks                                          | Vadász (hangja)                                     | Csankó Zoltán         |
| 2017 |                                          | Bunyan and Babe                                 | The Amazing Blackstone / Norman Blandsford (hangja) |                       |
| 2018 | A múmia bosszúja                         | Guardians of the Tomb                           | Mason                                               | Rosta Sándor          |
| 2018 |                                          | Like Father                                     | Harry Hamilton                                      |                       |
| 2019 |                                          | Grand Isle                                      | Jones nyomozó                                       |                       |
| 2020 |                                          | Money Plane                                     | Darius 'The Rumble' Grouch                          |                       |
| 2021 |                                          | The Space Between                               | Micky Adams                                         |                       |
| 2021 |                                          | The God Committee                               | Dr. Andre Boxer                                     |                       |
| 2021 | Trollvadászok: A titánok felemelkedése   | Trollhunters: Rise of the Titans                | Blinky Galadrigal (hangja)                          |                       |
| 2021 |                                          | Charming the Hearts of Men                      | kongresszusi képviselő                              |                       |
| 2021 | Télapó visszatért                        | Father Christmas Is Back                        | James Christmas                                     |                       |
| 2022 | Paradicsomi karácsony                    | Christmas in Paradise                           | James Christmas                                     | Rosta Sándor          |
| 2023 |                                          | Jesus Revolution                                | Chuck Smith                                         |                       |
| 2023 | Marvelek                                 | The Marvels                                     | Dr. Henry 'Hank' McCoy / Bestia (cameo)             | Csankó Zoltán         |
| 2024 | Farkasokkal szemben                      | Wanted Man                                      | Brynner                                             | Berzsenyi Zoltán      |
| 2024 |                                          | The Most Wonderful Time of the Year (rövidfilm) | Sideshow Bob (hangja)                               |                       |

### Televízió
| Év        | Magyar cím                     | Eredeti cím                          | Szerep                            | Megjegyzések                                                 |
| --------- | ------------------------------ | ------------------------------------ | --------------------------------- | ------------------------------------------------------------ |
| 1979      |                                | Ryan's Hope                          | pincér                            | 1 epizód (stáblistán nem szerepel)                           |
| 1981      |                                | Macbeth                              | Lennox                            | tévéfilm                                                     |
| 1982      |                                | Another World                        | mentős                            | 1 epizód                                                     |
| 1983      |                                | Kennedy                              | Stephen Smith                     | minisorozat (5 epizód)                                       |
| 1984      |                                | Kate & Allie                         | David Hamill                      | 1 epizód                                                     |
| 1984      |                                | George Washington                    | Stewart hadnagy                   | minisorozat (1 epizód)                                       |
| 1984–1993 | Cheers                         | Cheers                               | Dr. Frasier Crane                 | 203 epizód                                                   |
| 1986      | Danielle Steel: Keresztutak    | Crossings                            | Craig Lawson                      | - minisorozat (2 epizód) - magyar hangja: - Galbenisz Tomasz |
| 1987      |                                | You Are the Jury                     | Stuart Cooper                     | 1 epizód                                                     |
| 1987      |                                | J.J. Starbuck                        | Pierce Morgan                     | 1 epizód                                                     |
| 1988      |                                | Mickey's 60th Birthday               | Dr. Frasier Crane                 | különkiadás                                                  |
| 1988      | Ki szeret a végén              | Dance ′til Dawn                      | Ed Strull                         | tévéfilm                                                     |
| 1989      |                                | 227                                  | Mr. Anderson                      | 1 epizód                                                     |
| 1989      |                                | Top of the Hill                      | Dutch Vanderbill                  | 1 epizód                                                     |
| 1990      |                                | The Tracey Ullman Show               | Mr. Brenna                        | 1 epizód                                                     |
| 1990      |                                | The Magical World of Disney          | Dr. Frasier Crane                 | 1 epizód                                                     |
| 1990      |                                | The Earth Day Special                | Dr. Frasier Crane                 | különkiadás                                                  |
| 1990–     | A Simpson család               | The Simpsons                         | Sideshow Bob (hangja)             |                                                              |
| 1991      |                                | Baby Talk                            | Russell                           | 1 epizód                                                     |
| 1991–1998 | Saturday Night Live            | Saturday Night Live                  | önmaga (házigazda)                | 3 epizód                                                     |
| 1992      |                                | Wings                                | Dr. Frasier Crane                 | 1 epizód                                                     |
| 1992      | Star Trek: Az új nemzedék      | Star Trek: The Next Generation       | Morgan Bateson kapitány           | 1 epizód                                                     |
| 1993      |                                | Roc                                  | Rush nyomozó                      | 1 epizód                                                     |
| 1993      |                                | Beyond Suspicion                     | Ron McNally                       | tévéfilm                                                     |
| 1993–2004 | Frasier – A dumagép            | Frasier                              | Dr. Frasier Crane                 | főszereplő (264 epizód)                                      |
| 1994      |                                | The Innocent                         | Frank Barlow nyomozó              | tévéfilm                                                     |
| 1995      |                                | Biography                            | George Washington                 | dokumentumsorozat (1 epizód)                                 |
| 1996      |                                | London Suite                         | Sydney Nichols                    | tévéfilm                                                     |
| 1997      |                                | Fired Up                             | Tom Whitman                       | 2 epizód                                                     |
| 1998      | Hullagyártó harckocsi          | The Pentagon Wars                    | Partridge tábornok                | - tévéfilm - magyar hangja: - Jakab Csaba                    |
| 1998      | Divatalnokok                   | Just Shoot Me!                       | narrátor (hangja)                 | 1 epizód                                                     |
| 1999      | Állatfarm                      | Animal Farm                          | Hógolyó (hangja)                  | - tévéfilm - magyar hangja: - Kárpáti Levente                |
| 2000      |                                | Stark Raving Mad                     | Tuttle professzor                 | 1 epizód                                                     |
| 2001      | Sportőrültek                   | The Sports Pages                     | Howard Greene                     | tévéfilm                                                     |
| 2002      | Mikulás úrfi (Partymikulás)    | Mr. St. Nick                         | Nick St. Nicholas                 | - tévéfilm - magyar hangja: - Besenczi Árpád                 |
| 2003      | Egy igaz hazafi                | Benedict Arnold: A Question of Honor | George Washington                 | - tévéfilm - magyar hangja: - Szélyes Imre                   |
| 2003      |                                | Becker                               | Rick Cooper                       | 1 epizód                                                     |
| 2003      |                                | Gary the Rat                         | Gary Andrews (hangja)             | 13 epizód                                                    |
| 2004      | Karácsonyi ének – A musical    | A Christmas Carol: The Musical       | Ebenezer Scrooge                  | - tévéfilm - magyar hangja: - Reviczky Gábor                 |
| 2004      | Szezám utca                    | Sesame Street                        | önmaga                            |                                                              |
| 2005      |                                | The Sketch Show                      | több szereplő                     | 6 epizód                                                     |
| 2006      | A médium                       | Medium                               | Bob Sherman / Halál angyala       | 1 epizód                                                     |
| 2007–2008 |                                | Back to You                          | Chuck Darling                     | 17 epizód                                                    |
| 2009      |                                | Hank                                 | Hank Pryor                        | 10 epizód                                                    |
| 2010      |                                | The Troop                            | Dr. Cranius (hangja)              | 1 epizód                                                     |
| 2010–2012 | A stúdió                       | 30 Rock                              | önmaga                            | 3 epizód                                                     |
| 2011–2012 |                                | Boss                                 | Tom Kane polgármester             | 18 epizód                                                    |
| 2014      |                                | Partners                             | Allen Braddock                    | 10 epizód                                                    |
| 2015      | Megölni Jézust                 | Killing Jesus                        | Heródes király / narrátor         | - tévéfilm - magyar hangja: - Vass Gábor                     |
| 2016      | A megtörhetetlen Kimmy Schmidt | Unbreakable Kimmy Schmidt            | önmaga (hangja)                   | 1 epizód                                                     |
| 2016–2017 |                                | The Last Tycoon                      | Pat Brady                         | 9 epizód                                                     |
| 2016–2018 | Trollvadászok                  | Trollhunters: Tales of Arcadia       | Blinky Galadrigal (hangja)        | 52 epizód                                                    |
| 2017      | Modern család                  | Modern Family                        | Keifth                            | 1 epizód                                                     |
| 2017      |                                | Porters                              | Mendel Dolem                      | 1 epizód                                                     |
| 2018–2019 | Hárman a Földön: Arcadia meséi | 3Below: Tales of Arcadia             | Blinky Galadrigal (hangja)        | 2 epizód                                                     |
| 2019      | A zöld íjász                   | Arrow                                | narrátor (hangja)                 | 1 epizód                                                     |
| 2019      | Az igazság oldalán             | Proven Innocent                      | Gore Bellows                      | - 13 epizód - magyar hangja: - Bácskai János                 |
| 2019      | Nem is vagy te szörnyeteg!     | You're Not a Monster                 | John Seward (hangja)              | 10 epizód                                                    |
| 2020      |                                | Carol's Second Act                   | Richard                           | 1 epizód                                                     |
| 2020      | Varázslók: Arcadia meséi       | Wizards: Tales of Arcadia            | Blinky Galadrigal (hangja)        | minisorozat (9 epizód)                                       |
| 2021      |                                | Dr. Death                            | Dr. Geoffrey Skadden              | 4 epizód                                                     |
| 2021      | A szellem és Molly McGee       | The Ghost and Molly McGee            | Abraham Lincoln szelleme (hangja) | 1 epizód                                                     |
| 2022      |                                | Flowers in the Attic: The Origin     | Garland Foxworth                  | minisorozat (1 epizód)                                       |
| 2022      | 12 nap karácsony               | The 12 Days of Christmas Eve         | Brian Conway                      | tévéfilm                                                     |
| 2023–     |                                | Frasier                              | Dr. Frasier Crane                 | főszereplő                                                   |
| 2023      | Hivatali hajsza                | Office Race                          | B edző                            | - tévéfilm - magyar hangja: - Forgács Gábor                  |

## Fordítás
- Ez a szócikk részben vagy egészben  a   Kelsey Grammer című angol Wikipédia-szócikk fordításán alapul.  Az eredeti cikk szerkesztőit annak laptörténete sorolja fel. Ez a jelzés csupán a megfogalmazás eredetét és a szerzői jogokat jelzi, nem szolgál a cikkben szereplő információk forrásmegjelöléseként.